# Heterophallus milleri
Heterophallus milleri är en fiskart som beskrevs av Radda, 1987. Heterophallus milleri ingår i släktet Heterophallus och familjen Poeciliidae. Inga underarter finns listade i Catalogue of Life.